# Płaskowyż Sańsko-Dniestrzański
Płaskowyż Sańsko-Dniestrzański (521.1) – płaskowyż zajmujący w granicach Polski powierzchnię około 100 km². Jest to mały fragment podprowincji Podkarpacie Wschodnie, w ukraińskiej terminologii zwanej Peredkarpattia.
Region ten położony jest nad dolnym Wiarem i ograniczony od południowego zachodu progiem Pogórza Przemyskiego.
Prowincja ta oddziela od siebie Kotlinę Sandomierską i Kotlinę Górnego Dniestru. Północną granicę tego regionu stanowi dopływ Sanu – Wisznia, natomiast wschodnią dolina Wereszycy – dopływu Dniestru.
Powierzchnia regionu pokryta jest lessem. Przez region ten przebiega bałtycko-czarnomorski dział wodny, oddzielający zlewiska Sanu i Dniestru.
W skład regionu wchodzą Płaskowyż Chyrowski (nazywany też Płaskowyżem Chyrowsko-Gródeckim) oraz Wyżyna Krukienicka.
W plejstocenie, w okresie zlodowacenia południowopolskiego, znajdowały tędy ujście na wschód wody pochodzące z topniejącego lądolodu i spływające z Karpat, których naturalny odpływ na północ został zatrzymany przez zlodowacenie.
Obszar Płaskowyżu Chyrowskiego wyznacza najdalszy zasięg zlodowacenia.